# Cascades de Thomson
Les cascades de Thomson són unes cascades pintoresques de 74 m d'altura que es troben al riu Ewaso Ng'iro, que desguassa de la serralada Aberdare. Se situa a 3 km de la ciutat de Nyahururu, al centre de Kenya, a una elevació de 2.360 m sobre el nivell del mar.
El 1883, Joseph Thomson va ser el primer europeu a arribar a les cascades de Thomson, i les va nomenar per al seu pare. Va ser un geòleg i explorador escocès, que també va ser el primer europeu a caminar des de Mombasa fins al llac Victòria a principis de la dècada del 1880.
La boira alimenta l'extens bosc que hi ha a sota. Els visitants poden veure les cascades des de dalt, o passejar per un camí cap al fons del barranc. A la part superior de les cascades hi ha una de les piscines d'hipopòtams més altes de Kenya.
El riu Ewaso Ng'iro és un important recurs econòmic per a la ciutat adjacent de Nyahururu. La majoria dels ingressos es reben de turistes, tant nacionals com internacionals.
Les cascades apareixen en la sèrie de televisió The Man in the Brown Suit (1988).